# Cañada Chica
Cañada Chica es una localidad de México localizada en el municipio de Ixmiquilpan en el estado de Hidalgo.

## Geografía
Se encuentra en la región geográfica del Valle del Mezquital. A la localidad le corresponden las coordenadas geográficas 20° 24’ 48.974” de latitud norte y 99° 09’ 24.277” de longitud oeste, con una altitud de 1823 m s. n. m. Cuenta con un clima semiseco templado.
En cuanto a fisiografía se encuentra en la provincia del Eje Neovolcánico, dentro de la subprovincia de Llanuras y Sierras de Querétaro e Hidalgo; su terreno es de sierra y lomerío. En lo que respecta a la hidrografía se encuentra posicionado en la región del Pánuco, dentro de la cuenca del río Moctezuma, en la subcuenca del río Tula.

## Demografía
En 2020 registró una población de 809 personas, lo que corresponde al 0.82 % de la población municipal. De los cuales, 391 son hombres y 418 son mujeres.
| Gráfica de evolución demográfica de Cañada Chica entre 1980 y 2020 |
|                                                                    |
| Población registrada por los censos y conteos del INEGI.           |